# Michael Plattig
Michael Plattig, OCarm (* 25. September 1960 in Fürth) ist ein deutscher katholischer Geistlicher und Theologe.

## Leben
Nach dem Abitur 1979 trat er ins Noviziat der Oberdeutschen Karmelitenprovinz ein. Er legte 1980 die einfache Profess ab. Er als Stipendiat des Cusanuswerkes begann 1980 das Studium der katholische Theologie an der Universität Bamberg, wo er 1985 das Diplom ablegte. Im Studienjahr 1982/1983 hatte er ein Freisemester in Wien. Er machte das Pastoraljahr (1985/1986) am Pastoralseminar der Hochschule der Franziskaner und Kapuziner in Münster. Nach dem Diakonat in Erlangen Heilig-Kreuz weihte ihn Paul Friedrich Wehrle am 3. Mai 1986 zum Priester. Er machte ein Spezialpraktikum im Krankenhaus und arbeitet in der Telefonseelsorge Erlangen. Von 1986 bis 1988 war er Kaplan in der Pfarrkirche Maria vom Berge Karmel (Wien). Von 1987 bis 1988 war er Assistent des Provinzials. Von 1988 bis 1990 war er Sozius des Novizenmeisters in Springiersbach. Er begann 1990 die Promotion im Fach Theologie der Spiritualität bei Josef Weismayer in Wien und war gleichzeitig mit halber Stelle Kaplan. Von 1990 bis 1993 Postulatsbegleiter in Wien. Im Jugendhaus (Obdachlosen- und Drogenabhängigenbetreuung) der Caritas (JUCA-Blindengasse) in Wien arbeitete er von 1990 bis 1993 mit. Von Herbst 1993 bis März 1995 war er Prior von Ohrdruf. Von 1993 bis 1997 war er Ausbildungsleiter der Oberdeutschen Karmelitenprovinz. Seit Wintersemester 1993/1994 lehrt er als Lehrbeauftragter/Professor (seit 1999) für Theologie der Spiritualität an der Phil.-Theol. Hochschule der Franziskaner und Kapuziner in Münster. Im März 1994 wurde er zum Dr. theol. an der Universität Wien promoviert. Seit 1. Oktober 1994 ist er Leiter des Instituts für Spiritualität. Von 1995 bis 1999 war Geistlicher Rektor des Cusanuswerkes in Bonn (halbe Stelle). Im September 1998 wurde er zum Dr. phil. an der FU Berlin zusammen mit Regina Bäumer im Rahmen eines Projekts des Instituts für Spiritualität promoviert. Seit 2001 ist Mitglied des Institutum Carmelitarum, dessen Präsident er seit Oktober 2014 ist. Seit 2003 lehrt als Gastprofessor an der Pontificia Università Gregoriana in Rom. Seit dem 1. Mai 2004 ist Spiritual der Mauritzer Franziskanerinnen in Münster. Von 2006 bis 2008 war er gewähltes Mitglied des Priesterrates des Bistums Münster. Seit Wintersemester 2007 er als Professore invitato an der Pontificia Università Antonianum. Von Sommersemester 2012 bis Sommersemester 2014 war er stellvertretender Rektor der PTH Münster.

## Schriften (Auswahl)
- Gebet als Lebenshaltung. Die spirituelle Gestalt der Reform von Touraine in der Oberdeutschen Karmelitenprovinz (= Vacare Deo. Band 13). Edizioni Carmelitane, Rom 1995, ISBN 887288036X, (zugleich Dissertation, Wien 1994).
- mit Regina Bäumer: Aufmerksamkeit ist das natürliche Gebet der Seele. Geistliche Begleitung in der Zeit der Wüstenväter und der personzentrierte Ansatz nach Carl R. Rogers – eine Seelenverwandtschaft?! (= Reihe Beiträge zur Theologie der Spiritualität. Band 1). Echter, Würzburg 1998, ISBN 3-429-02050-6, (zugleich Dissertation, FU Berlin 1998).
  - mit Regina Bäumer: Aufmerksamkeit ist das natürliche Gebet der Seele. Geistliche Begleitung in der Zeit der Wüstenväter und der personzentrierte Ansatz nach Carl R. Rogers – eine Seelenverwandtschaft?!. Echter, Würzburg 2012, ISBN 978-3-429-03510-5, (zugleich Dissertation, FU Berlin 1998).
- Doprovázeni Božím duchem. Duchovní doprovázení a rozlišování duchů (= Edice Duchovní život. Band 37). Karmelitánské Nakladat., Kostelní Vydří 2002, ISBN 80-7192-606-X.
- mit Regina Pacis Meyer und Carl B. Möller: Geistliche Menschen. Die Lebenswege geistbegabter Frauen und Männer im Bistum Münster. Dialogverlag, Münster 2004, ISBN 3-933144-95-7.
- Prüft alles, behaltet das Gute! (= Münsterschwarzacher Kleinschriften. Band 158). Vier-Türme-Verlag, Münsterschwarzach 2006, ISBN 3-87868-658-7.
- Ich wähle alles! Leben und Botschaft der Hl. Thérèse von Lisieux (= Münsterschwarzacher Kleinschriften. Band 167). Vier-Türme-Verlag, Münsterschwarzach 2008, ISBN 978-3-89680-364-1.
- Kanon der spirituellen Literatur. Vier-Türme-Verlag, Münsterschwarzach 2010, ISBN 978-3-89680-477-8.
  - Kanon der spirituellen Literatur. Wissenschaftliche Buchgesellschaft, Darmstadt 2010, ISBN 978-3-534-23928-3.